# Ophialcaea nuttingi
Ophialcaea nuttingi är en ormstjärneart som beskrevs av Addison Emery Verrill 1899. Ophialcaea nuttingi ingår i släktet Ophialcaea och familjen knotterormstjärnor. Inga underarter finns listade i Catalogue of Life.